# 이가라시 히로미
이가라시 히로미(일본어: 五十嵐 裕美 いがらし ひろみ[*], 1986년12월 13일 - )는 일본의 여성 성우. 마우스 프로모션 소속.
홋카이도 삿포로시 출신.

## 인물
<푸치코 성우 오디션>의 최종 전형 후보자. 주로 소녀·소년 역을 연기한다. <회장님은 메이드 사마!>의 효도 아오이 역을 연기했을 때는, 여장하고 있을 때 하고 있지 않을 때 소리를 구사하고 있다. 그 밖에도, 2011년에 캐릭터 송 CD가 발매되어 다음 2012년에 TV애니메이션이 방송된 <아빠 말 좀 들어라!>의 타카나시 히나, <아이돌마스터 신데렐라 걸즈>의 후타바 안즈라는, 어리고 사랑스러운 캐릭터를 차례차례로 연기하고 있지만, 본인 가라사대 "본래 목소리가 낮은 탓인지, 이른바 모에 캐릭터 (를 연기하는 것)가 골칫거리"라고 한다.

## 출연 작품
※ 굵은 글씨는 메인 캐릭터.

### 텔레비전 애니메이션
2008년
- AYAKASHI (아이)
- 광란 가족 일기 (죄목정)
- 체포해 버릴거야 풀 스로틀 (여자 아이)
- 20 면상의 아가씨 (관객 E)

2009년
- 카나메모 (소녀, 동급생 G)
- 야수 조율사 에린 (사쥬)
- 쿠프~!! 마째참깨! (똑똑)
- 노기자카 하루카의 비밀 퓨어 렛차♪ (지카와코 은어)
- 유희왕 5D's (웨스트)
- 알기 쉬운 현대 마법 (남자 A)

2010년
- 내 여동생이 이렇게 귀여울 리 없어 (리응개)
- 회장님은 메이드 사마! (효도 아오이, 여자 중학생 B)
- 해파리 공주 (아이)
- 쥬얼 펫 (알렉)
- 성흔의 쿠이서 (S)
- 하트캐치 프리큐어! (소년)
- 바보와 시험과 소환수 (코야마우향)
- 하나마루 유치원 (하는, 수, 규, 선생님)
- FORTUNE ARTERIAL 붉을 약속 (여학생, 여자 학생, 위원)
- 쓰리몬 (카모, 쿠라노, 소녀 A, 일년 여자 A)
- 레이디×버틀러! (여학생)

2011년
- 오빠 따위 전혀 좋아하지 않는다구!! (수보〈유소〉)
- 보석 펫 선샤인 (알렉)
- 전과 함께~안대의 야망~ (시마즈 이에히사)
- 바보와 시험과 소환수에게! (코야마우향)
- 슈팅 바쿠간 간다리안인베이다즈 (르인)
- Fate/Zero (사내 아이)
- 브레이드 (앨리스)
- 봐 때마다 타 증량중! (우에노, 카모, 소녀)
- 꿈을 먹는 메리 (마살)

2012년
- 에어리어의 기사 (타카세천가, 여자 A)
- 짱구는 못말려 (여성 스탭)
- 흑마녀 나가신다!! (령풍사야카)
- GON -곤 (후우)
- 보석 펫 기라☆데콕! (알렉)
- 해라 기미 카페 (손님, 원아, 사무원)
- 즈브르즈! (멜, 브락키, 릴리, 런 데)
- 전국 콜렉션 (소년)
- 탐험 드리란드 (레오〈소년기〉)
- 여름색 기적 (테니스부 후배, 후배, 다에, 남자, 음악 프로듀서)
- 입은 있어 7통 (이나[4])
- 배틀 스피리츠 히어로즈 (소년 B)
- 아빠 말 좀 들어라! (타카나시 히나[5])
- 블랙★록슈터 (여학생 A, 여자 학생 B, 여자 학생, 여자 학생 A, 동급생 A)
- 포켓몬스터 베스트위시 시즌 2 (바질의 에이피, 미카엘)
- 로빈 훈과 100명의 친구 시즌 2

2013년
- AMNESIA (오리온[6])
- 개와 가위는 쓰기 나름 (혼다 야요이[7])
- 내 뇌 속의 선택지가 학원 러브 코미디를 전력으로 방해하고 있다 (코쿠뱌쿠인 세이라[8])
- 카니바르 (양, 토끼[9], 이소사, 니마, 호장토)
- 짱구는 못말려 (날씨 언니(누나) A)
- 타마코 마켓 (류야)
- 천사 목로푸 (응[10])
- 문제아들이 이세계에서 온다는 모양인데요? (진 러셀[11])

2014년
- 감성브릴리언트 파크 (아다치 에이코)
- 저, 트윈 테일이 됩니다 (미츠카 미하루[12])
- 걸프렌드 (가) (요모기다근[13])
- 신들의 못된 장난 (케이코)
- 사쿠라 트릭 (미나미 시즈쿠[14])
- 시드니아의 기사 (모모세 양지)
- 농림 (나카자와상)
- 하이큐!! (테니스부 여자)
- RAIL WARS! (삿쇼 마리[15])

### OVA
2009년
- HELLSING VII (핍 베르나좃트〈소년 시대〉)

2010년
- 히야 사랑 (트우코)※여름 움찔★리개자 파티 55 상영 작품
- 안경인 카노죠 (이화, 여성 A, 여자 학생 B)

2011년
- 바보와 시험과 소환수~제~ (코야마우향)

2012년
- Another 제 0화 The Other〈인과〉 (후지오카미소)
- 코프스파티 Missing Footage (칸노 유키)
- 노기자카 춘향의 비밀후인~레♪(지카와코 은어)
- 미노리 스크럼블! (타마키[16][17])

2013년
- 코프스파티 Tortured Souls -포학된 영혼의 주규- (칸노 유키)
- 문제아들이 이세계로부터 온다고 해요?~온천 만유기~ (진 러셀) ※소설 제 8권Blu-ray 동고판

### 극장 애니메이션
2008년
- 공의 경계 제5장 모순 나선 (연조파〈유소기〉)

2010년
- 망가지기 시작한 오르골 (주부)
- 브레이크 블레이드 (마동기술사 E)
- 루 가루 (신야보 히츠지)

2012년
- BUTA (여우의 남동생)
- 원 스쳐 나구도 (안쪽의 소리)

2013년
- 극장판 마법 소녀 마도카☆마기카 [신편] 반역의 이야기 (여자 학생)

### 애니메이션 만화
2007년
- 맑고 올바르고 아름답고 (오오시마 노리코)

### 디지털 코믹
- BeeTV 뜨거워!고양이골짜기!! (온다 클라라)
- BeeTV 주로 울고 있습니다 (로쿠가와꼬집어)
- BeeTV 카노죠는 거짓말을 너무 사랑스럽고 있다 (작은 가지 사토코[18])

### 게임
2008년
- 타트노코 VS. CAPCOM CROSS GENERATION OF HEROES (롤)
- 목장 이야기 어서 오십시오!바람의 바자에 (주인공 (남자), 케빈)
- 428 ~봉쇄된 시부야에서~

2010년
- 아멘 느와르 (살타오)
- 검과 마법과 학원물. 2G (콥파)
- 검과 마법과 학원물. 3 (쿠랏즈 여자)
- 코프스파티브랏드카바리피티드피아 (오가사와라나나, 관내설)
- 디저트 왕국
- 드래곤네스트 (카라이엔)

2011년
- AMNESIA (오리온)
- 내 여동생이 이렇게 귀여울 리 없어 휴대용 (리응개)
- 퀸즈 게이트 스파이럴 카오스 (샤르롯트[19])
- 코프스파티 Book of Shadows (오가사와라나나)

2012년
- 아멘 느와르 portable (살타오[20])
- AMNESIA LATER (오리온[21])
- 에이스 컴배트 3 D크로스란불 (나가세 케이[22])
- 내 여동생이 이렇게 귀여울 리 없어 휴대용이 계속될 리가 없어
- 너와 함께 2 (시미즈 야요이[23])
- 게임에서도, 아빠 말 좀 들어라! (타카나시 히나)
- 사랑해 형연 (신교우지 하루카[24])
- 코프스파티 THE ANTHOLOGY-사치코의 연애 유희♥Hysteric Birthday 2 U (오가사와라나나, 관내설)
- 테이르즈오브에크시리아 2 (마키)
- 파이아엠브렘 각성 (마리아 벨[25])

2013년
- 아이돌마스터 신데렐라 걸즈 (후타바 안즈)
- AMNESIA CROWD(오리온[26])
- AMNESIA V Edition(오리온[27])
- 아르카디아스의 전 희 (유니[28])
- 한계철기몬스타몬피스 (아이린 ref《전격 PlayStation》 (아스키 미디어 워크스) (Vol.530). 2012년 11월 8일. 다음 글자 무시됨: ‘ 일본 서적’ (도움말); |제목=이(가) 없거나 비었음 (도움말)/ref)
- 섬란카그라 SHINOVI VERSUS -소녀들의 증명- (미노리[29])
- 매우 E마작 (아이사카 히카리[30])
- 비서 콜렉션~두근두근♥비밀의 사장실~ (츤데레 우등생 비서[31])
- 필살 사업인~징계나무 콜렉션~ (토미나가회견해[32])
- 판타지스타드르가르즈로와이얄 (르체타[33])
- 신부 코레 (미나세 시즈크)

2014년
- THE IDOLM@STER ONE FOR ALL (후타바 안즈)※DLC 추가 캐릭터[34].
- AMNESIA LATER×CROWD V Edition (오리온[35])
- AMNESIA World (오리온[36])
- 안의 공주님이 가장 예쁜 (리 마모루 공주타누개)
- 나의 시체를 넘어 가라 2 (키소노 하루나, 시모스와룡실, 복옥노일여[37])
- 걸프렌드 (가) (요모기다근)
- 그랑브루 환타지 (아르드라)
- 그리모아~사립 그리모워르 마법 학원~ (중월 접시[38])
- 코프스파티 BLOOD DRIVE (관내설)
- 죠 공주 퀘스트 (히토요시성[39])
- 신 세계수의 미궁 2 파후니르의 기사 (하이 라가드의 공녀[40])
- 전국 대전-1600 세키가하라순서의 포석, 아욱 친다— (죽림원, 마센시아)
- 십 번화가 섬란카구라(미노리[41])
- 도쿄 신세록오페레이션아비스 (무라마사 모시풀[42])
- 매우 E마작푸라스 (아이사카 히카리[43])
- 파즈드라바트르토나먼트라즈르 왕국과 마드로미드라곤 (틴닌[44])
- 화아와세공주 댕강목편 (마트리카)
- 히로즈프레이스먼트 (고료 호시코[45])
- 마녀왕 (드리스=마릴[46])
- 유성☆헐레이션 (니시노하라 호시 오사무[47])

2015년
- 테이르즈오브제스티리아 (사이먼[48])

### 라디오
- 다해 고양이 라디오 ver 야회복 (DNE 메디아스테이션: 2009년 11월 21일- 2010년 7월 10일)
- 다해 고양이 라디오 ver 인 프로 (DNE 메디아스테이션: 2010년 7월 25일- 2011년 12월 15일)
- 스마일☆슈터 The RADIO(초! A&G+: 2012년 10월 3일- 2014년 4월 1일)
- 유키응개·리에 실마리응의 딸기 투성이야〜 (라디오 칸사이 형타창문와 컴: 2014년 4월 4일- )[49]
- 들 글자등이다스! (HiBiKi Radio Station: 2014년 4월 2일- 6월 25일)[50]
- 들 글자등이다스! A&G출장판~개만 ·유키응개·유인가의 동영상 대작전!~(초! A&G+: 2014년 7월 7일- 2014년 9월 29일)[51]

### 인터넷TV
- 코나카부(쇼 게이트 애니메이션 채널내)(2009년)
- 이가라시 히로미의 채널은 오픈 소스로! (니코니코 생방송 <오픈 소스 채널>: 2012년 7월 10일- 2013년 10월 1일) 제32회까지
- <벚꽃 Trick> <코트×해 두>의 안녕 모니코생! (니코니코 생방송: 2013년 12월 23일- 2014년 5월 7일)
- 고양이 부스귀신 퍼센트감자! (니코니코 생방송 <오픈 소스 채널>: 프레 전달 2014년 3월 28일, 격주 전달 2014년 4월 8일- ) 부정기로의 출연
- <나의 시체를 넘어 가라 2>관련, 장시간 전달*일부의 어카이브 (archive) (YouTube: 파미통TUBE )

* <나의 시체를 넘어 가는 라디오 구식 일본여성편> 제1회 (YouTube파미통 TUBE: 2014년 8월 16일)
나의 시체를 넘어 가라〜00한족의 이야기~ 제1밤 (니코니코 생방송: 2014년 6월 4일)
나의 시체를 넘어 가라 2 특별 프로그램 <나의 시체를 넘어 갈 수 있다>~이기라시 히토족의 이야기~ (니코니코 생방송: 2014년 6월 11일)
나의 시체를 넘어 갈 수 있는~이기라시 히토족의 이야기~ 제3밤 (니코니코 생방송: 2014년 6월 18일)
* 파미통feat_ <나의 시체를 넘어 가라>특별프로 (니코니코 생방송2014년 6월 25일)
나의 시체를 넘어 가라~이기라시 히토족의 이야기~ 제5밤 (니코니코 생방송: 2014년 7월 3일)
나의 시체를 넘어 가라 2 특별 프로그램 <나의 시체를 넘어 갈 수 있다>~이기라시 히토족의 이야기~ 제6밤 (니코니코 생방송: 2014년 7월 10일)
나의 시체를 넘어 가라~이기라시 히토족의 이야기~ 제7밤 (니코니코 생방송: 2014년 7월 16일)
나의 시체를 넘어 가라 2 ~00한족의 이야기 2~ 제1밤 (니코니코 생방송: 2014년 7월 31일)
나의 시체를 넘어 가라 2 ~이기라시 히토족의 이야기 2~ 제2밤 (니코니코 생방송: 2014년 8월 7일)
나의 시체를 넘어 가라 2 ~이기라시 히토족의 이야기 2~ 제3밤 (니코니코 생방송: 2014년 8월 21일)
나의 시체를 넘어 가라 2 ~이기라시 히토족의 이야기 2~ 제4밤 (니코니코 생방송: 2014년 9월 4일)
나의 시체를 넘어 가라 2 ~이기라시 히토족의 이야기 2~ (니코니코 생방송: 2014년 10월 2일)
나의 시체를 넘어 가라 2 ~이기라시 히토족의 이야기 2~ (니코니코 생방송: 2014년 10월 16일)
나의 시체를 넘어 가라 2 ~이기라시 히토족의 이야기 2~최종밤 (니코니코 생방송: 2014년 10월 30일)
- <드래곤 포커>드라포부 (니코니코 생방송: 2014년 7월 29일- ) 드라포부 신입부원 (게스트)

### CD

#### 드라마 CD
시기 불명
- 흑장미 앨리스 (드라)

2008년
- 광란 가족 일기 (죄목정)

2009년
- 다해 고양이 (희망)

2010년
- 회장님은 메이드 사마! 남편님 애니메이션화예요!드라마 CD (효도 아오이)※LaLa 2010년 5월호 부록

2011년
- AMNESIA 드라마 CD~명토의 나라의 암네시아~ (오리온)

2012년
- 그가 아닌데 (새벽리자)
- 스마일☆슈터 드라마 CD~온천 여관에서 누를 것〜 (시로세 테나)

2013년
- 아이돌마스터 신데렐라 걸즈 코믹 앤솔러지 (후타바 안즈)
  - cute VOL. 2 부속 큐트한 드라마 CD
  - cool VOL. 2 부속 쿨한 드라마 CD
  - passion VOL. 2 부속 패션인 드라마 CD
- AMNESIA 시리즈 (오리온)
  - CROWD 드라마 CD~집사와 아가씨~[54]
  - 드라마 CD~폭풍우의 산장에서〜[55]
  - TV애니메이션 AMNESIA 드라마 CD~하나근처의 암네시아~
- 스타 마인 (호시노협득[56])※코믹스 제 4권드라마 CD 특장판
- 세계이츠키의 미궁 IV전승의 거신 드라마 CD~붙잡혀의 무녀와 3 누이와 동생~
- 천진난만의 낙원 (봄바람 이 봐[57])
  - <영 애니멀폭풍우>2013년 8호 부록 CD
  - 코믹스 제 4권한정판 부속 CD

2014년
- 스타 마인 (호시노협득[58])※코믹스 제 5권드라마 CD 특장판

#### 음악 CD
| 발매일   | 타이틀                                                                                    | 명의 | 악곡                                                                             | 정체                                                 |
| 2010년   | 2010년                                                                                    | 2010년 | 2010년                                                                           | 2010년                                               |
| -------- | ----------------------------------------------------------------------------------------- | --- | -------------------------------------------------------------------------------- | ---------------------------------------------------- |
| 6월 23일 | 회장님은 메이드 사마! 캐릭터 컨셉 CD2 -Maid Side-small(GNCA-1262)/small                   | 효도 아오이(이가라시 히로미) | <Butterfly>                                                                      | 텔레비전 애니메이션 <회장님은 메이드 사마!>캐릭터 송 |
| 2011년   |                                                                                           | |                                                                                  |                                                      |
| 12월 7일 | 아빠 말 좀 들어라! 캐릭터 송 타카나시 히나(KIZM-125 - 126)                                | 타카나시 히나 (이가라시 히로미) | <사등 라라루응등>                                                                | 텔레비전 애니메이션 <아빠 말 좀 들어라!>캐릭터 송    |
| 2012년   |                                                                                           | |                                                                                  |                                                      |
| 4월 18일 | THE IDOLM@STER CINDERELLA MASTER 002 후타바 안즈(COCC-16576)                              | 후타바 안즈 (이가라시 히로미) | <안즈의 노래>                                                                    | 게임 <아이돌마스터 신데렐라 걸즈>캐릭터 송           |
| 9월 5일  | 암네시아캐라크타 CD우쿄우&오리온                                                          | 오리온 (이가라시 히로미) | <너와 나의 STORIA>                                                               | 게임 <AMNESIA>캐릭터 송                              |
| 2013년   |                                                                                           | |                                                                                  |                                                      |
| 4월 10일 | THE IDOLM@STER CINDERELLA MASTER 부탁해! 신데렐라(COCC-16718)                             | CINDERELLA GIRLS for 안키라 [모로보시 키라리 (송기려), 후타바 안즈 (이가라시 히로미)] | <부탁해! 신데렐라 (해피☆해피ver)>                                                | 소셜 게임 <아이돌마스터 신데렐라 걸즈>테마 송        |
| 9월 18일 | 병아리 비타♪ORIGINAL SOUNDTRACK                                                           | 양지미비타스이트 (이가라시 히로미) | <메우메우페타타응!! >                                                            | 음악 전달 기획 <병아리 비타♪>캐릭터 송               |
| 9월 18일 | 병아리 비타♪ORIGINAL SOUNDTRACK                                                           | 양지미비타스이트 (히다카리채, 츠다 미와, 이가라시 히로미, 야마구치 아이, 미즈하라 카오루)                                                                                                   | <늠으로서 피는 꽃처럼~병아리 비타♪edition~>                                      | 음악 전달 기획 <병아리 비타♪>캐릭터 송               |
| 9월 25일 | 개와 가위는 쓰기 나름 캐릭터 송 5 <어루만져 어루만져 어루만지는거야!>혼다벚꽃·혼다 야요이 | 혼다벚꽃 (우치다 신예), 혼다 야요이 (이가라시 히로미) | <어루만져 어루만져 어루만지는거야!> <멍멍 멍멍 N_1!! 벚꽃&3월 ver>               | 텔레비전 애니메이션 <개와 가위는 쓰기 나름>캐릭터 송 |
| 10월 9일 | THE IDOLM@STER CINDERELLA MASTER cute jewelries! 001(COCX-38253)                          | 후타바 안즈 (이가라시 히로미), 마에카와 미쿠 (타카모리 나츠미), 시마무라 우즈키 (오오하시 아야카), 코히나타 미호 (츠다 미나미), 아베 나나 (미야케삼리에)                                    | <나 고철 안드로이드> <나아가☆소녀~jewel parade~>                                 | 게임 <아이돌마스터 신데렐라 걸즈>캐릭터 송           |
| 10월 9일 | THE IDOLM@STER CINDERELLA MASTER cute jewelries! 001(COCX-38253)                          | 후타바 안즈(이가라시 히로미) | <루루 >                                                                          | 게임 <아이돌마스터 신데렐라 걸즈>캐릭터 송           |
| 2014년   |                                                                                           | |                                                                                  |                                                      |
| 1월 18일 | Won(*3*)Chu KissMe!/Kiss(and)Love(PCCG-70202)                                             | SAKURA*TRICK[고산 춘향 (호 마츠 하루카), 소노다 스구루 (이구치 유타카 향기), 노다 코트네 (아이사카우가), 남 물방울 (이가라시 히로미), 이케노풍 (후치가미무용), 이이즈카 Yuzu (토다 메구미)] | <Won(*3*) Chu KissMe!>                                                           | 텔레비전 애니메이션 <벚꽃 Trick>오프닝 테마          |
| 1월 18일 | Won(*3*)Chu KissMe!/Kiss(and)Love(PCCG-70202)                                             | SAKURA*TRICK[고산 춘향 (호 마츠 하루카), 소노다 스구루 (이구치 유타카 향기), 노다 코트네 (아이사카우가), 남 물방울 (이가라시 히로미), 이케노풍 (후치가미무용), 이이즈카 Yuzu (토다 메구미)] | <Kiss(and) Love【SAKURA♪Ver.】>                                                  | 텔레비전 애니메이션 <벚꽃 Trick>캐릭터 송            |
| 2월 26일 | SAKURA♪SONG 02(PCCG-70204)                                                                | 남 물방울 (이가라시 히로미) | <나비들매듭의 I Love You>                                                        | 텔레비전 애니메이션 <벚꽃 Trick>캐릭터 송            |
| 3월 19일 | Bitter Sweet Girls!                                                                       | 양지미비타스이트♪ (이가라시 히로미) | <메우메우페타타응!!>                                                             | 음악 전달 기획 <병아리 비타♪>캐릭터 송               |
| 3월 19일 | Bitter Sweet Girls!                                                                       | 양지미비타스이트♪야마가타마리꽃 (히다카리채), 이즈미일무 (츠다 미와), 아토메우 (이가라시 히로미), 카스가 사키코 (야마구치 아이), 11월늠 (미즈하라 카오루)                                   | <늠으로서 피는 꽃처럼~병아리 비타♪edition~> <멤버 소개!>                         | 음악 전달 기획 <병아리 비타♪>캐릭터 송               |
| 3월 19일 | Bitter Sweet Girls!                                                                       | 양지미비타스이트♪(히다카리채, 이가라시 히로미) | <생선살 꼬치구이 파르페야☆CKP> <생선살 꼬치구이 파르페야☆CKP(연습@사우다지 ver)> | 음악 전달 기획 <병아리 비타♪>캐릭터 송               |
| 3월 19일 | Bitter Sweet Girls!                                                                       | 양지미비타스이트♪(야마구치 아이, 이가라시 히로미) | <호른 테드★메이드 런치> <호른 테드★메이드 런치(연습@샤노워르Ver )>               | 음악 전달 기획 <병아리 비타♪>캐릭터 송               |
| 4월 5일  | THE IDOLM@STER CINDERELLA GIRLS 1st LIVE WONDERFUL M@GIC!! "부탁해! 신데렐라"솔로 리믹스  | 후타바 안즈 (이가라시 히로미) | <부탁해! 신데렐라 (해피☆해피ver.)>                                               | 게임 <아이돌마스터 신데렐라 걸즈>캐릭터 송           |
| 4월 9일  | SAKURA♪SONG ALBUM SAKURA*SAKU -앵*작-(PCCG-01392)                                         | SAKURA*TRICK【코트네(아이사카우가)&물방울(이가라시 히로미)】 | <복숭아색 Lip☆Trip> <Kiss(and) Love【코트네&물방울】>                            | 텔레비전 애니메이션 <벚꽃 Trick>캐릭터 송            |

### Blu-ray / DVD
2013년
- HiBiKi Radio Station×THE IDOLM@STER봄의 P축제
- 라디오 아이돌마스터 신데렐라 걸즈 <데레라디>DVD Vol.2

### 더빙
- iCarly 아이 칼리
- 제너레이터 렉스

### 그 외
- 리스아니 TV (형-)
- 수정우(PC HDD/SSD의 건강진단 툴 <CrystalDiskInfo>)
- 병아리 비타♪ (아토메우)
- iPhone을 위한 어플리 <귀 닦는다>(안도 미스즈[59])